# Jacobus Golius
Jacobus Golius (neerlandès: Jacob van Gool)  (la Haia, 1596 - Leiden, 28 de setembre de 1667) va ser un astrònom, matemàtic i arabista neerlandès.

## Vida i obra
Els seus pares eren de Leiden però es van traslladar a La Haia quan la seva ciutat va ser assetjada per les tropes espanyoles el 1574. A La Haia, on el seu pare va tenir càrrecs importants a la cort d'Holanda, va néixer i va ser educat fins al 1612, quan va marxar a Leiden per estudiar matemàtiques, primer, i després àrab, a la universitat. En matemàtiques va ser deixeble de Snel i en àrab d'Erpenius, als quals va succeir en les seves càtedres. El 1621 va completar la seva formació amb un viatge a França. Va servir com a diplomàtic per la república al Marroc, entre 1622 i 1624, i a l'Orient Pròxim (sobre tot a Alep, actual Síria) des de 1625 fins a 1629, cosa que li va donar l'oportunitat de col·leccionar gran quantitat de manuscrits antics en àrab, tan particularment com per a la universitat.

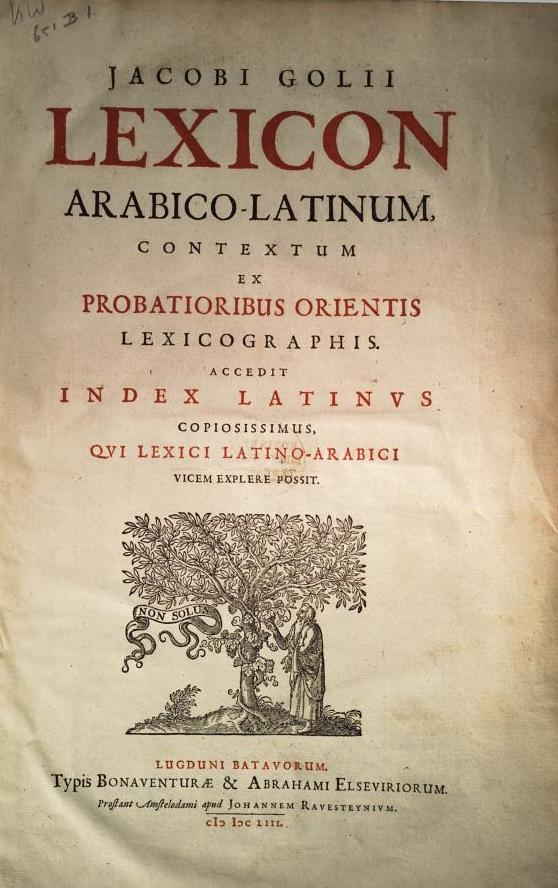
Portada de la primera edició del seu Lexicon.

El 1625 ja havia estat nomenat professor d'àrab a la universitat de Leiden i el 1629 també ho va ser de matemàtiques. Va compaginar els dos càrrecs fins a la seva mort el 1667. Va ser rector de la universitat en diverses ocasions.
El 1696 es va subhastar la seva col·lecció particular de més de dos-cents cinquanta manuscrits i se la va quedar la Biblioteca Bodleiana (Universitat d'Oxford).
Golius va fer emergir a la societat holandesa una simbiosi entre economia, política i estudis àrabs, millorant el prestigi d'aquesta última disciplina. El 1653 va publicar el seu Lexicon Arabico-Latinum en el qual descrivia les paraules àrabs en llatí i que és una obra mestra de l'ensenyament de l'àrab que destaca per l'organització dels mots (que van seguir tots els diccionaris posteriors). A més, va estudiar, anotar, editar i publicar diferents texts àrabs, entre els quals destaca el compendi d'astronomia d'Al-Farghaní, combinant d'aquesta forma les matemàtiques i les humanitats.